# 長子領

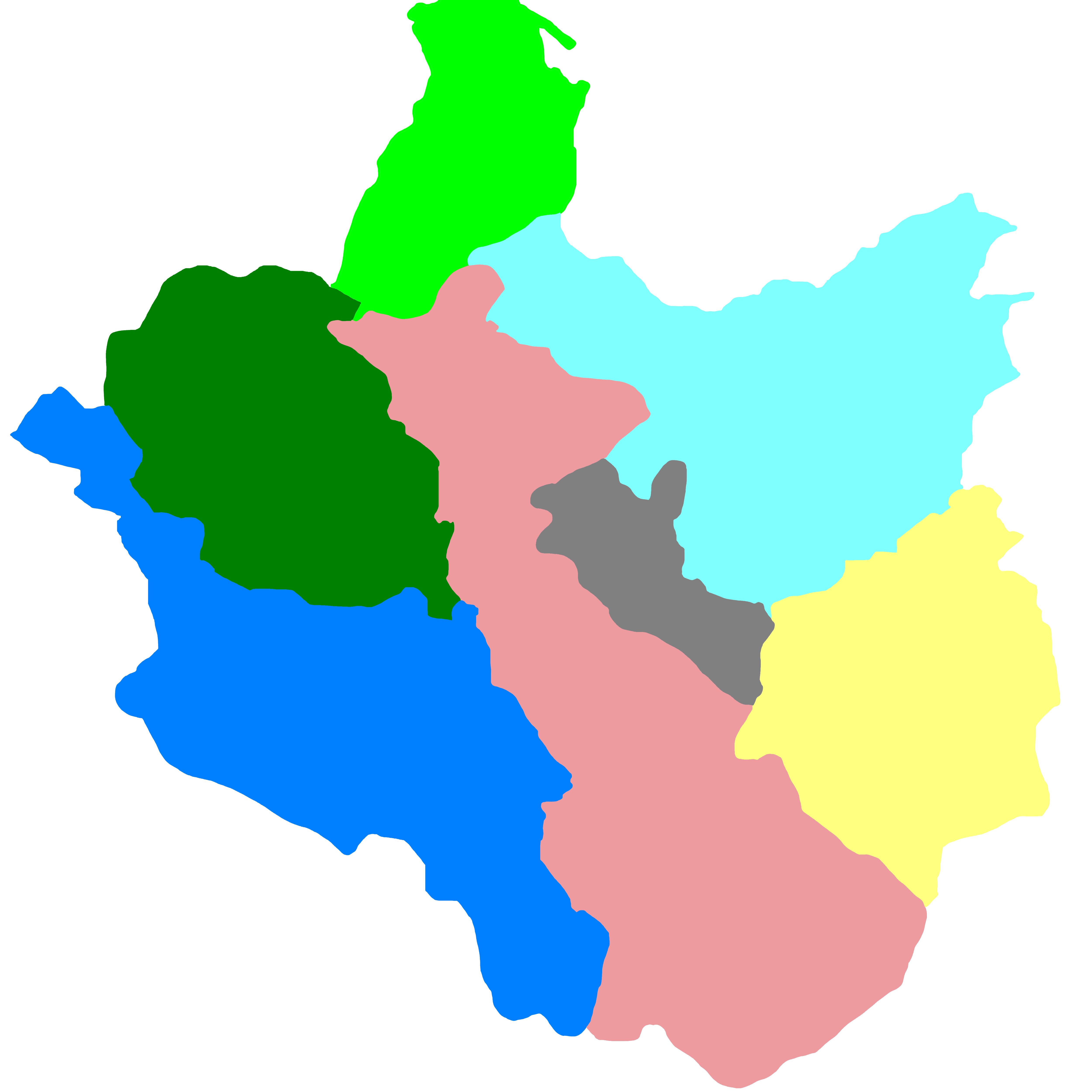
ボレスワフの息子たちによるポーランドの分割相続:
長子領、ヴィエルコポルスカ東部、マウォポルスカ、クヤヴィ西部、ウェンチツァ地方及びシェラツ地方からなる
シロンスク領、ヴワディスワフ2世の分領
マゾフシェ領、ボレスワフ4世の分領
ヴィエルコポルスカ領、ミェシュコ3世の分領
サンドミェシュ領、ヘンリクの分領
ウェンチツァ地方、ボレスワフ3世の未亡人サロメアの寡婦領で、その死と同時に長子領に戻される
ポモジェ、長子領の支配者の封土

長子領（ポーランド語：Dzielnica senioralna）またはクラクフ公国は、ボレスワフ3世の遺言状によって1138年に成立したポーランド国家を構成する5つの地域の中で最も上位に位置づけられた地域。ピャスト家の諸公が輪番で支配する地域となり、クラクフ公国を領する公がポーランドの最高権威者（大公）となった。

## 概要
遺言状では年長者相続の原則が採用され、王家の最長老「長子」（首位の公、プリンケプス、大公などと呼ばれた）が諸公たちの最高権威者（Dux）であり、ポーランドの真ん中を南北に走るように広がり、クラクフを主都とする「長子領」（ヴィエルコポルスカ東部、マウォポルスカ、クヤヴィ西部、ウェンチツァ地方及びシェラツ地方からなる）の支配者だった（「長子領」は分割を禁じられていた）。また長子はポモジェを封土として、その宗主権をもつ特権をも与えられた。長子は国境を防衛し、他の諸公の領地から軍隊を招集し、外交を担当し、聖職者を監督し、貨幣を鋳造する権限をもつポーランド国家の主権者だった。
歴代の大公は多くの場合、ピャスト家の一員である自らの出身家系から相続した分領公国を所有しており、彼が死ぬと世襲の分領公国は彼自身の息子が相続したが、クラクフ公国は王家中で生存する中での最長老者に譲られた。「長子」、つまりクラクフ公の地位は、その地位にあるものに相当な権限と利益をもたらすものであり、その職にある人物は自らをポーランドの諸公たちより高い身分におこうとした。
しかし「長子」体制は、その最初の「長子」であったヴワディスワフ2世（亡命公）の治世には早くも崩壊した。彼は他地域への支配権をおよぼそうとして失敗し神聖ローマ帝国へ亡命、ポーランドの長い分裂時代を引き起こすことになった。
クラクフ公国は、王家の伝統的な拠点であるクラクフの南に長く広がる地域から、ポーランドにおける教会の中心部であるグニェズノを意味していた。公国は本来、分領となった4地域（マゾフシェ、サンドミェシュ、シロンスク、ヴィエルコポルスカ）が直に接することのないように設定されていたが、その多くが細かく分裂した結果、多くの公国が領域を接するようになった。

## 歴代「長子」
この一覧では称号のみを帯びていたものは数えず、クラクフを実際に統治していた者だけを数えている。
- 1138年：ポーランド全域の統治者ボレスワフ3世、国家を息子に分割相続させた
- 1138年 - 1146年：シロンスク公ヴワディスワフ2世、弟たちに廃位され亡命
- 1146年 - 1173年：マゾフシェ公ボレスワフ4世（おそらく1146年以前からクラクフの支配権を掌握）
- 1173年 - 1177年：ヴィエルコポルスカ公ミェシュコ3世、廃位
- 1177年 - （1190年/1190年 -） 1194年：サンドミェシュ公カジミェシュ2世
  - 1190年：ミェシュコ3世（2度目）、短期間復位した
- 1194年 - 1199年：サンドミェシュ公レシェク1世
- 1199年 - 1202年：ミェシュコ3世（3度目）
- 1201年：レシェク1世（2度目）、廃位
- 1202年：マゾフシェ公コンラト1世、廃位
- 1202年 - 1206年：ヴィエルコポルスカ公ヴワディスワフ3世、廃位
  - 1202年 - レシェク1世（3度目）、ヴワディスワフ3世とクラクフをめぐり争う
- 1206年 - 1227年：レシェク1世（4度目）
  - 1210年 - 1211年：高地シロンスク公ミェシュコ1世
- 1227年 - 1229年：ヴワディスワフ3世（2度目）、廃位
- 1227年 - 1228年：コンラト1世（2度目）、ヴワディスワフ3世と競合
- 1228年 - 1238年：低地シロンスク公ヘンリク1世
  - 1229年 - 1232年：コンラト1世（3度目）
- 1238年 - 1241年：低地シロンスク公ヘンリク2世
- 1241年：低地シロンスク公ボレスワフ2世、短期間で排除された
  - モンゴル（コンラトが4度目に公となるが、クラクフ支配はほぼ不可能）
- 1243年 - 1279年：サンドミェシュ公ボレスワフ5世
- 1279年 - 1288年：サンドミェシュ公レシェク2世
- 1288年 - 1290年：ヴロツワフ（低地シロンスク）公ヘンリク4世
- 1290年 - 1291年：ヴィエルコポルスカ公プシェミスウ2世、1295年に戴冠
  - 1291年 - 1305年：ボヘミア王ヴァーツラフ2世
  - 1305年：ボヘミア王ヴァーツラフ3世、廃位
- 1305年 - クヤヴィ公ヴワディスワフ4世、1320年に戴冠